# Vaquièrs
Vaquièrs (francès  Vacquiers) és un municipi francès situat al departament de l'Alta Garona, a la regió Occitània.

## Monuments

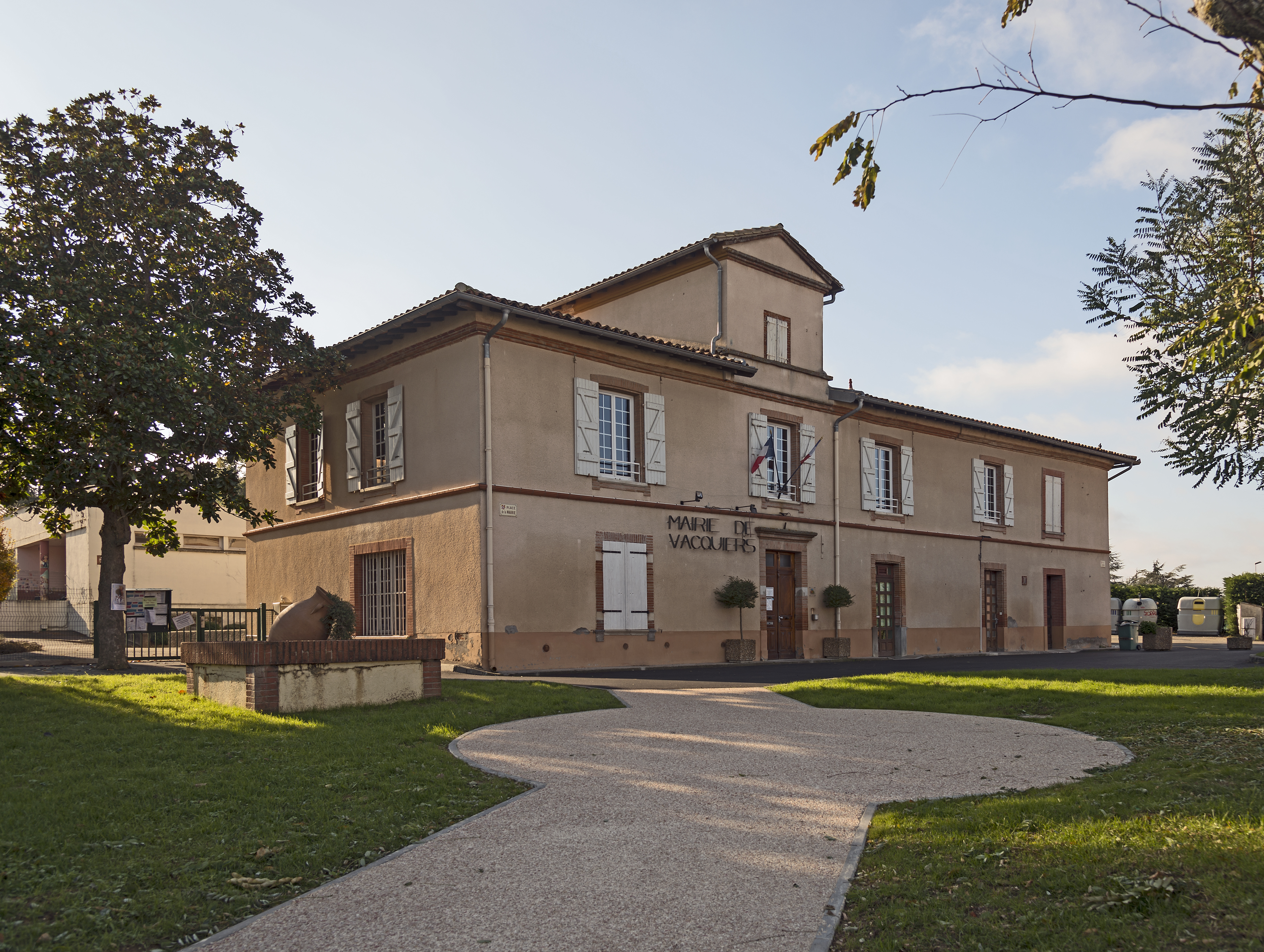
L'Ajuntament
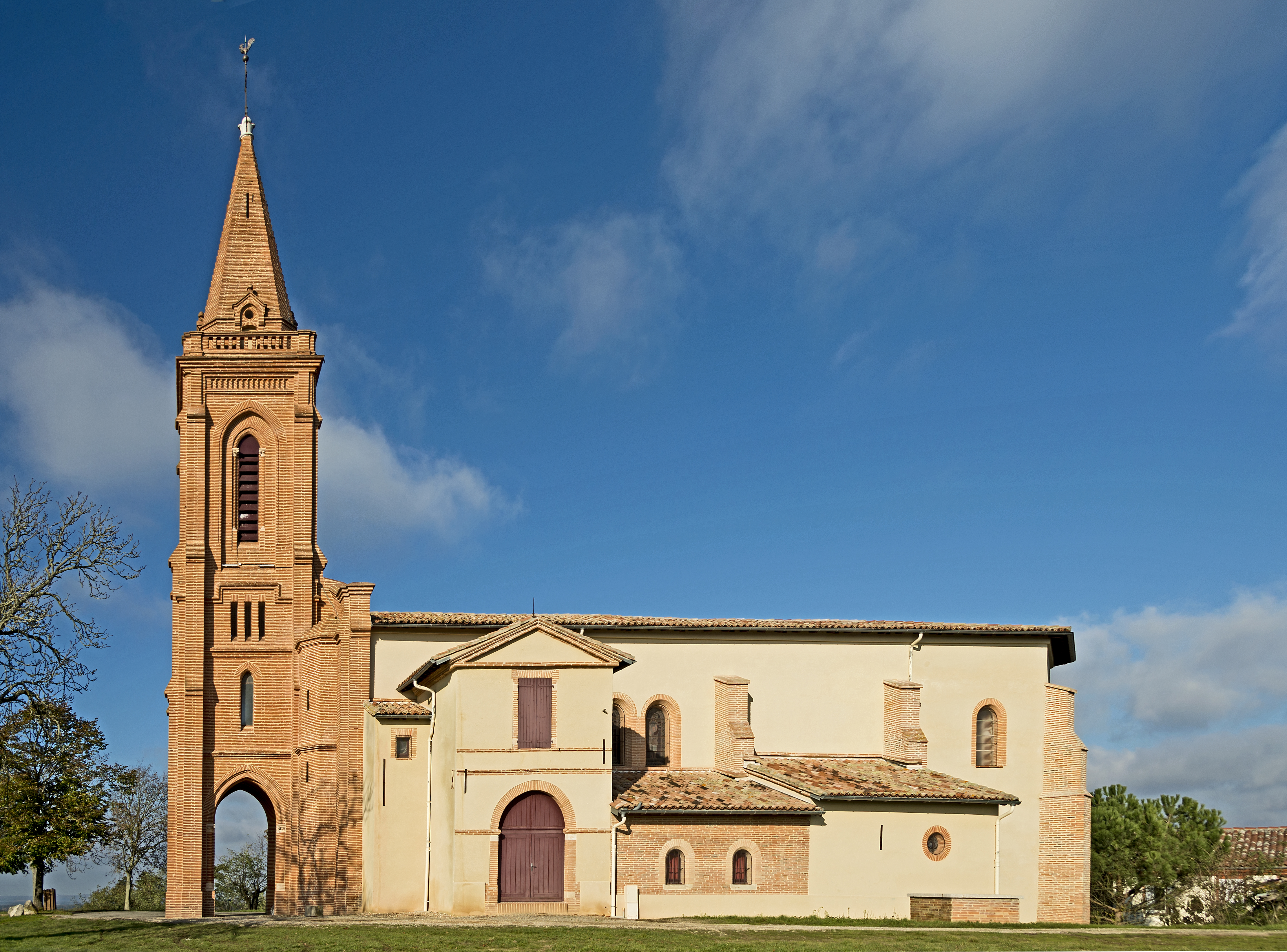
L'església
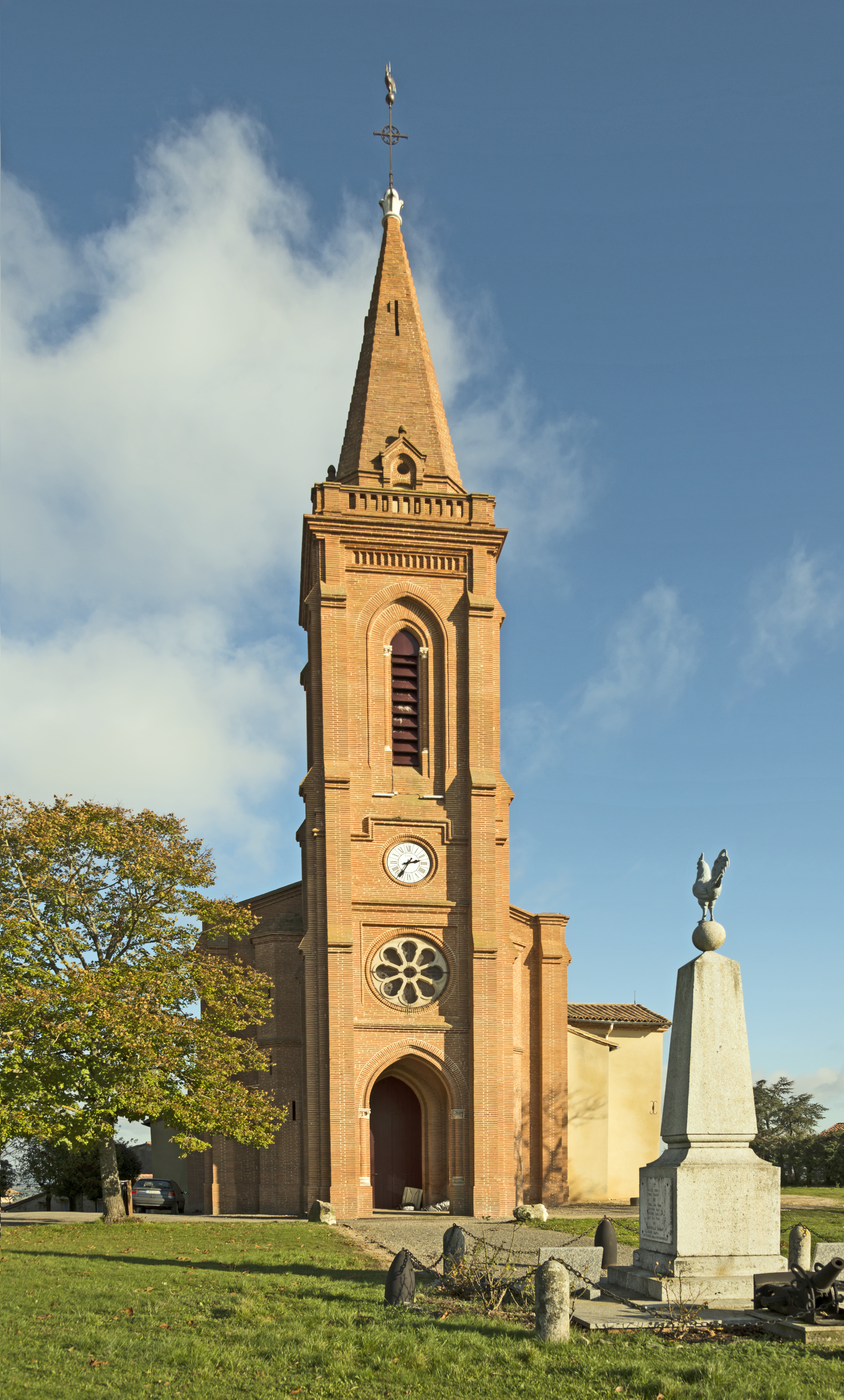